# George McCowan
George McCowan (Paris, Ontario, Canadà, 27 de juny de 1927 − Santa Monica, Califòrnia, Estats Units, 1 de novembre de 1955) va ser un director de cinema, guionista i productor canadenc.

## Filmografia[2]

### Director
- 1963:  The Forest Rangers (sèrie TV)
- 1965: Seaway (sèrie TV)
- 1966: Don't Forget to Wipe the Blood Off
- 1966: Felony Squad (sèrie TV)
- 1967: Heroic Mission (sèrie TV)
- 1967:  Hatch's Mill (sèrie TV)
- 1969:  The New People (sèrie TV)
- 1969: The Monk (TV)
- 1969:  The Ballad of Andy Crocker (TV)
- 1970:  Carter's Army (TV)
- 1970:  The Challenge (TV)
- 1970:  The Love War (TV)
- 1970: The Silent Force (sèrie TV)
- 1970: Dan August (sèrie TV)
- 1970:  The Over-the-Hill Gang Rides Again (TV)
- 1970: Run, Simon, Run (TV)
- 1971: Love Hate Love (TV)
- 1971: Cannon (TV)
- 1971: The Face of Fear (TV)
- 1971:  Face-Off
- 1971: If Tomorrow Comes (TV)
- 1972: Welcome Home, Johnny Bristol (TV)
- 1972: Granotes (Frogs)
- 1972: El desafiament dels set magnífics (The Magnificent Seven Ride!)
- 1972: Banacek (sèrie TV)
- 1972: Search (sèrie TV)
- 1973: Barnaby Jones (sèrie TV)
- 1973:  The Starlost (sèrie TV)
- 1974: The Inbreaker
- 1974: To Kill the King
- 1975: Section 4 (S.W.A.T.) (sèrie TV)
- 1975: Starsky i Hutch (Starsky and Hutch) (sèrie TV)
- 1975:  Murder on Flight 502 (TV)
- 1976: Shadow of the Hawk
- 1978: Return to Fantasy Island (TV)
- 1978: Fantasy Island (sèrie TV)
- 1979: The Shape of Things to Come
- 1979: Return of the Mod Squad (TV)
- 1979: Hart to Hart (sèrie TV)
- 1979: The Littlest Hobo (sèrie TV)
- 1981: The July Group (TV)
- 1981: Nero Wolfe (sèrie TV)
- 1981: Seeing Things (sèrie TV)
- 1981: Shannon (sèrie TV)
- 1982: Bring 'Em Back Alive (sèrie TV)
- 1983:  Hot Money
- 1988: War of the Worlds (sèrie TV)
- 1990: Sanity Clause (TV)

### Guionista
- 1971: Cannon (sèrie TV)

### Productor
- 1962:  Scarlett Hill (sèrie TV)